# Sur (Grisons)
Pour les articles homonymes, voir Sur.
Sur est une localité et une ancienne commune suisse du canton des Grisons, située dans la région d'Albula.

## Histoire
Le 1er janvier 2016, la commune a fusionné avec ses voisines de Bivio, Cunter, Marmorera, Mulegns, Riom-Parsonz, Salouf, Savognin et Tinizong-Rona pour former la nouvelle entité de Surses.